# Magyar Távirati Iroda
Magyar Távirati Iroda (MTI) – agencja prasowa funkcjonująca na Węgrzech. Została założona w 1880 roku jako prywatne towarzystwo; w 1918 roku stała się instytucją państwową. 
Należy do najstarszych agencji prasowych na świecie. 
Od 1 lipca 2015 r. stanowi część Duna Médiaszolgáltató. 